# 布袋洗滌鹽廠
布袋洗滌鹽廠是臺鹽實業股份有限公司所擁有的精鹽廠，於民國六十八年（1979年）9月動工興建，隔年5月完工，並在該年9月16日正式生產精鹽，營運至今。過去該廠的原料來自布袋鹽場，而在鹽場關閉後，原料改自澳洲進口。